# Khamneï
Le Khamneï (en russe : Хамней) est une rivière de Russie qui coule en république autonome de Bouriatie en Sibérie orientale. C'est un affluent de la Djida en rive gauche, donc un sous-affluent de l'Ienisseï par la Djida, la Selenga, le lac Baïkal, puis l'Angara.

## Géographie
Le bassin versant du Khamneï a une superficie de 3 600 km2 (surface de taille équivalente à celle du département français du Rhône, ou encore, à celle de la province de Namur) en Belgique ou du canton de Vaud en Suisse.
Son débit moyen à l'embouchure est de 17,6 m3/s. 
Le Khamneï prend sa source en Bouriatie, sur le versant méridional des monts Khamar-Daban. La rivière est en fait un important torrent de montagne. Au sein de ces montagnes, le cours de la rivière est globalement orienté du nord-ouest vers le sud-est.
Elle se jette dans la Djida en rive gauche, un peu en amont de la localité de Khamneï.
Le Khamneï est habituellement pris dans les glaces depuis la deuxième quinzaine d'octobre ou la première quinzaine de novembre, jusqu'à la fin du mois d'avril ou au début du mois de mai.

## Hydrométrie - Les débits mensuels au pont du Khamneï
Le débit du Khamneï a été observé pendant 27 ans (de 1971 à 1997) à la station hydrométrique du pont du Khamneï, station située à 1,2 kilomètre de son confluent avec la Djida, à une altitude de 917 mètres. 
Le débit interannuel moyen ou module observé à la station du pont du Khamneï durant cette période était de 17,6 m3/s pour une surface étudiée de 3 600 km2, soit la quasi-totalité du bassin versant de la rivière.
La lame d'eau écoulée dans le bassin atteint ainsi le chiffre de 154 millimètres par an, ce qui peut être considéré comme assez élevé, du moins dans le contexte du sud de la Bouriatie, proche de la Mongolie et qui connaît généralement des chiffres assez bas. 
Cours d'eau alimenté avant tout par les pluies de la saison estivale, le Khamneï a un régime pluvial. 
Les hautes eaux se déroulent en été, de juillet à septembre, avec un sommet en juillet-août, lequel correspond au maximum pluviométrique de l'année.
Au mois d'octobre puis de novembre, le débit de la rivière s'effondre, ce qui constitue le début de la période des basses eaux. Celle-ci a lieu de la novembre à avril inclus. 
Le débit moyen mensuel observé en février (minimum d'étiage) est de 0,04 m3/s (40 litres par seconde), c'est-à-dire presque rien face au débit moyen du mois de juillet (59,1 m3/s), ce qui souligne l'amplitude extrême des variations saisonnières.
Sur la durée d'observation de 27 ans, le débit mensuel minimal a été de 0 m3/s à de multiples reprises en hiver, tandis que le débit mensuel maximal s'élevait à 162 m3/s en juillet 1971.
En ce qui concerne la période estivale, libre de glaces (de juin à septembre inclus), le débit minimal observé a été de 3,04 m3/s en juin 1997.  